# (48493) 1992 WG
1992 دابليو جي (ويعرف أيضًا باسم (48493) 1992 دابليو جي وفق تسمية الكوكب الصغير) (بالإنجليزية: 1992 WG)‏ هو كويكب ضمن حزام الكويكبات؛ وترتيبه 48493 من حيث الاكتشاف.
اكتُشف هذا الجُرم الفلكي بواسطة هيروشي كانيدا في 16 نوفمبر 1992.

## وصلات خارجية
- (48493) 1992 WG في قاعدة بيانات مختبر الدفع النفاث لأجرام النظام الشمسي الصغيرة

- الاكتشاف · مخطط المدار ·  العناصر المدارية · المعلمات المادية

- (48493) 1992 WG على موقع ويكي سكاي: DSS2, SDSS, GALEX, IRAS, Hydrogen α, X-Ray, Astrophoto, Sky Map, Articles and images